# Platysilpha whellani
Platysilpha whellani är en kackerlacksart som beskrevs av Karlis Princis 1963. Platysilpha whellani ingår i släktet Platysilpha och familjen jättekackerlackor.
Artens utbredningsområde är Zimbabwe. Inga underarter finns listade i Catalogue of Life.